# 鹿児島県道345号下東郷阿久根線
鹿児島県道345号下東郷阿久根線（かごしまけんどう345ごう しもとうごうあくねせん）は、鹿児島県薩摩川内市から阿久根市に至る一般県道である。

## 概要
薩摩川内市城上町から阿久根市大丸町に至る。

### 路線データ
- 起点：鹿児島県薩摩川内市城上町（鹿児島県道339号東郷西方港線交点）
- 終点：鹿児島県阿久根市大丸町（商工会議所前交差点、国道3号交点）

## 地理

### 通過する自治体
- 薩摩川内市
- 阿久根市

### 交差する道路
| 交差する道路                | 市町村名   | 交差する場所 | 交差する場所              |
| --------------------------- | ---------- | ------------ | ------------------------- |
| 鹿児島県道339号東郷西方港線 | 薩摩川内市 | 城上町       | 起点                      |
| 北薩広域農道                | 阿久根市   | 山下         |                           |
| 国道3号                     | 阿久根市   | 大丸町       | 商工会議所前交差点 / 終点 |

### 交差する鉄道
- 肥薩おれんじ鉄道

### 沿線
- 鹿倉自然公園
- 阿久根市立尾崎小学校
- 阿久根市立山下小学校

## ギャラリー

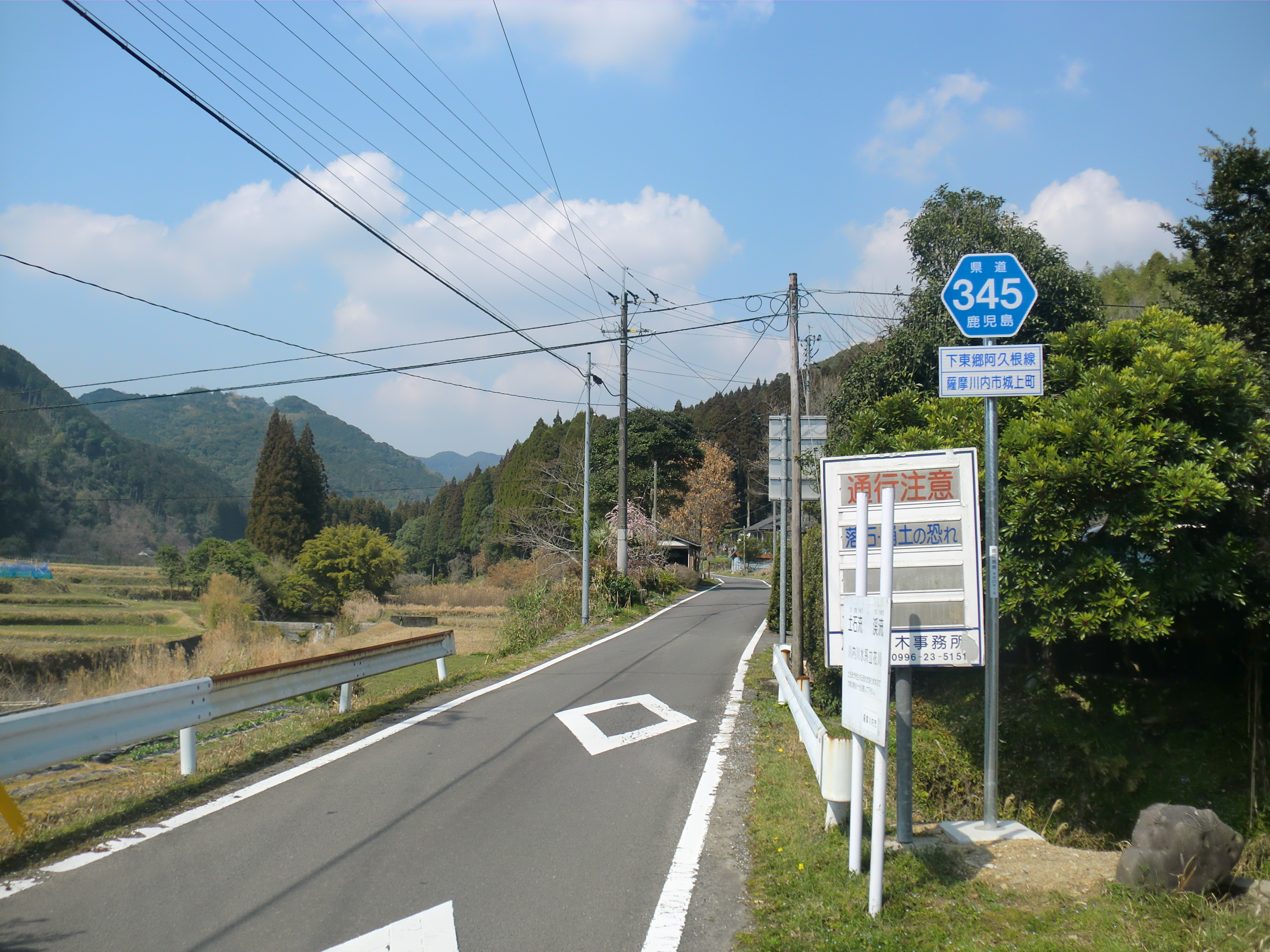
薩摩川内市城上町
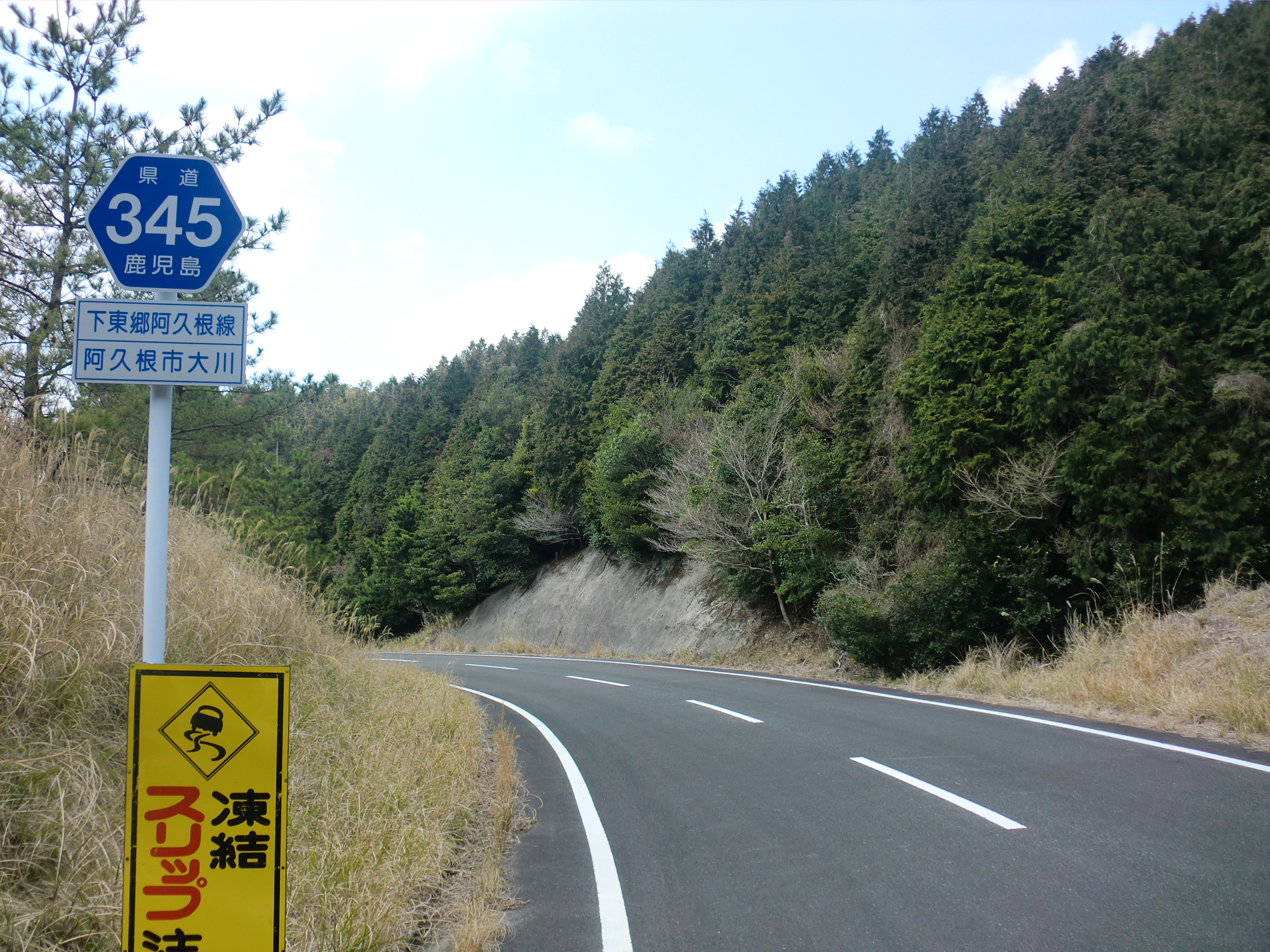
阿久根市大川
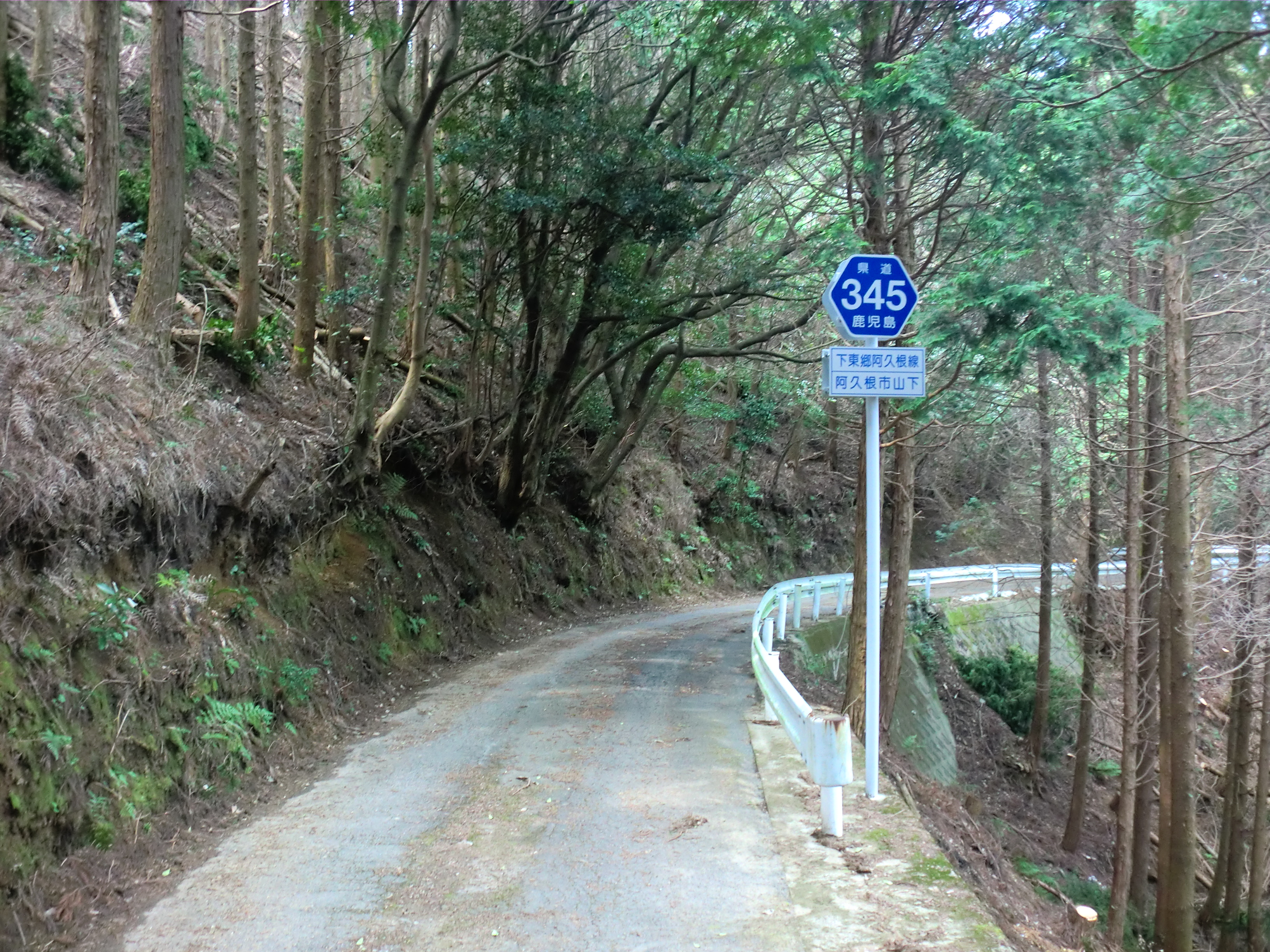
阿久根市山下
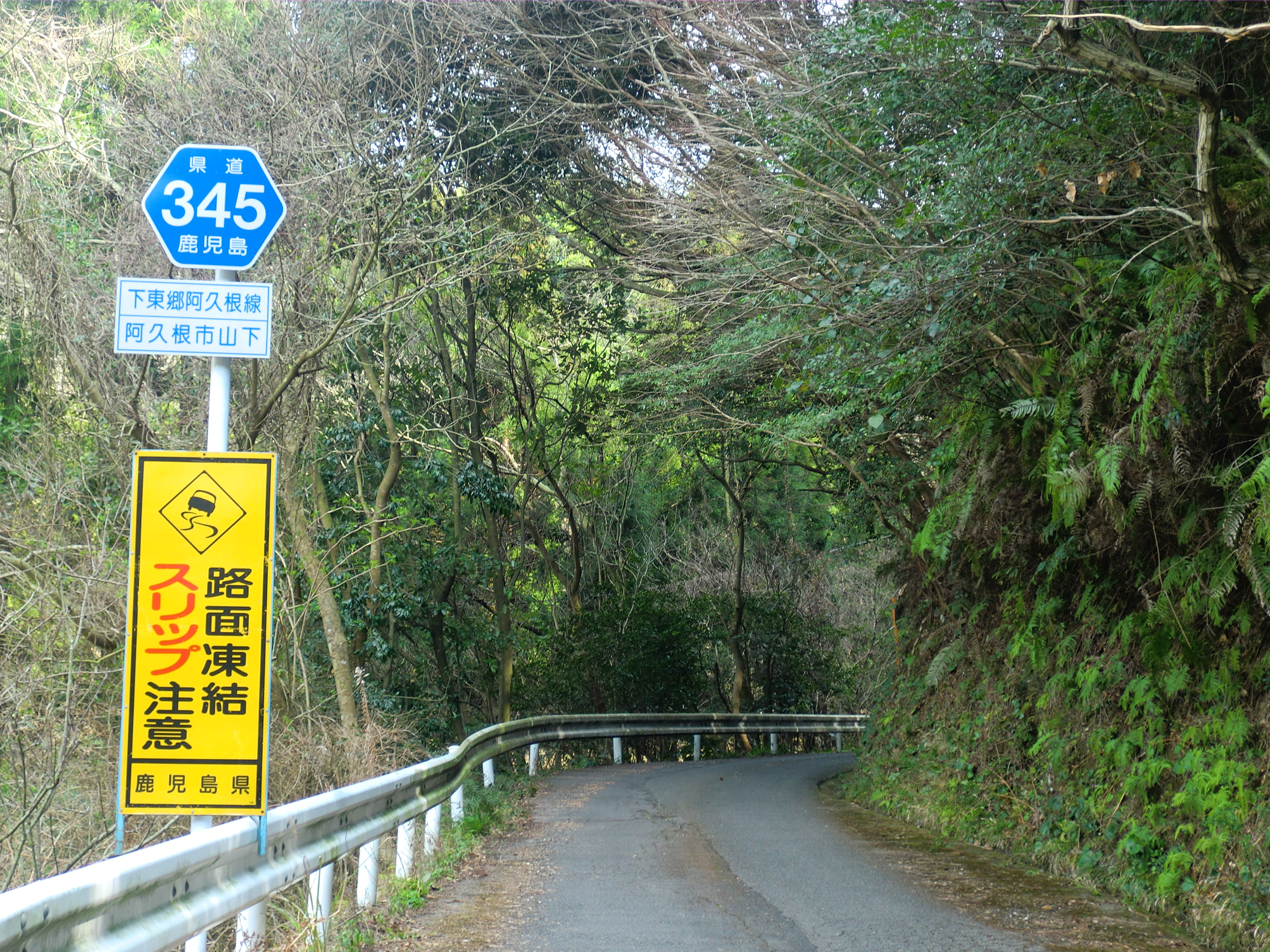
阿久根市山下